# Ved Havet (film)
Ved Havet er en dansk stumfilm fra 1909 instrueret af Ole Olsen.
Nordisk Films grundlægger og direktør, Ole Olsen, både skrev og instruerede den lille reportagefilm, der viser livet 'Ved Havet'. Den eneste bevarede version her er klippet sammen med Fiskerliv i Norden fra 1906, som også er skrevet og instrueret af Olsen.
Ifølge et brev dateret 29. oktober 1909 (dagen efter filmens danske premiere) til Nordisk Films filial i Berlin, gik filmen ikke ligefrem som varmt brød: ”Negativet ’Ved Havet’ er ikke godt; men da direktør Olsen selv har optaget filmen, vil vi gerne udsende den.”